# 伊斯兰国引起的改名事件

埃及神明伊西斯（Isis）。

伊拉克和黎凡特伊斯兰国，通常缩写为“ISIL”，英语发音亦为“ISIL”，是一个激进的伊斯兰恐怖组织。该组织也被称为伊拉克和沙姆伊斯兰国，缩写为“ISIS”（发音与古埃及女神伊西斯相同）。本文列出因与伊斯兰国的缩写名称类似或相同而改名的其他实体。

## 软件
Linux发行版elementary OS的0.3版本最初被称为伊西斯（Isis），后来改名为弗雷亚（北欧传说中的神明）。
2014年，一款原名为「ISIS」的美国手机银行应用更名为「Softcard」，并表示「我们不想与伊拉克和黎凡特伊斯兰国同名，我们的心与那些受到恐怖主义影响的人们同在」。
2015年，美国阿肯色大学决定将其课程注册系统从「综合学生信息系统（简称ISIS）」更名为「UAConnect」。新加坡国立大学也对其同名系统进行了类似更改。
美国塔夫茨大学和马萨诸塞大学洛厄尔分校也将其在线信息系统「iSiS」（校园间学生信息系统）更名为「SiS」（学生信息系统）。
2016年，捷克布拉格经济大学决定将其在线信息系统从ISIS更名为INSIS（捷克语中意为综合学习信息系统）。美国康奈尔大学的「Isis2」分布式计算库也更名为「Vsync」。
其他已重新命名其软件的大学包括美国堪萨斯州立大学、爱荷华大学和约翰霍普金斯大学。

## 商业
2013年，一家名为「Libbert」的比利时巧克力制造商更名为「ISIS」。但在2014年，由于伊斯兰国的活动，此公司产品在各国的销售额下降，公司再次更名为「Libeert」。该公司成立于1923年，但在其百多年的历史中，仅用了名称「ISIS」一年时间。
一家英国私募股权公司将名称从「ISIS Equity Partners」改为「Livingbridge」，以与伊斯兰国划清界限。
在纽约皇后区，一家名为「ISIS Nails」的沙龙的老板因受到骚扰而将沙龙更名为「Bess Nails and Spa」。在改名前一段时间，该沙龙的收入下降了约30%。
2015年，美国加利福尼亚州一家制药公司「Isis Pharmaceuticals Inc.」在观察到公司股价下跌后，为了避免混淆，决定将其名称更改为「Ionis Pharmaceuticals」。
2015年11月，汽车部件制造商「ISIS Performance」在使用此名称六年后将其名称更改为「ISR Performance」，以去除名称中的负面含义。
丹麦的一家甜品公司「ISIS」将其名称改为「EASIS」，理由是其名称具有「政治含义」。
2016年6月，芬兰的一间翻译机构「Isis Translations」更名为「Pauhu Ltd.」，因为此机构因名称问题经常无法从PayPal收款。

## 组织
2014年，加拿大新斯科舍省的一个同化移民的组织，原名为移民安置与融合服务 （简称ISIS），更名为新斯科舍省移民服务协会（简称ISANS）。该组织对原名的主要担忧是，名称是否适合来自伊拉克和叙利亚的移民，因为伊斯兰国在这两个国家活跃。
2015年11月，英国牛津的一所名为伊西斯（Isis）的语言学校更名为牛津国际教育集团。该集团的工作人员表示，由于该集团的名称，语言学校无法招募中东学生。
2016年6月，美国資訊系統協會（AIS）将其国际信息系统会议（ICIS）的英语发音更改为“I See IS」。
2016年7月，制作野生动物在线数据库的国际非营利组织（以前称为国际物种信息系统，ISIS）更名为「Species360」。

## 交通
匈牙利国家铁路MÁV-START的原ISIS城际列车以埃及女神伊西斯的名字命名，于2015年8月31日更名为其匈牙利语拼写方式Ízisz。2015年12月13日，其又被重命名为Borostyánkő。

## 娱乐
FX電視網动画剧集《间谍亚契》于2009年首播，故事围绕虚构的国际秘密情报局（ISIS）展开。2014年，该剧第六季开播，剧中角色被告知他们现在为CIA工作。同时，正在售卖的剧中ISIS的衍生商品被撤下。
一支法国摇滚乐队将乐队名称从「Isis Child」改为「Angel's Whisper」。
在多人视频游戏《神之浩劫》中，开发者「Hi-Rez Studios」重命名了游戏中角色「Isis」为「Eset」，以防止游戏被下架。